# هولستین جدید (ویسکانسین)
هولستین جدید، ویسکانسین  (به انگلیسی: New Holstein) شهری در شهرستان کلومت ایالت ویسکانسین است که در سال ۱۸۸۹ بنیان‌گذاری شده‌است. این شهر طبق سرشماری سال ۲۰۱۰ میلادی ۳٬۲۳۶ نفر جمعیت داشته‌است.